# Mabel's Blunder
Mabel's Blunder è un cortometraggio muto statunitense del 1914 scritto, diretto e interpretato da Mabel Normand.

## Trama
Una giovane donna di nome Mabel è segretamente fidanzata con il figlio del suo capo. La sorella del giovane va a trovare i due nel loro ufficio e una gelosa Mabel, non sapendo chi fosse la donna in visita, si traveste da autista maschio per spiarli.